# Dardo (arma)

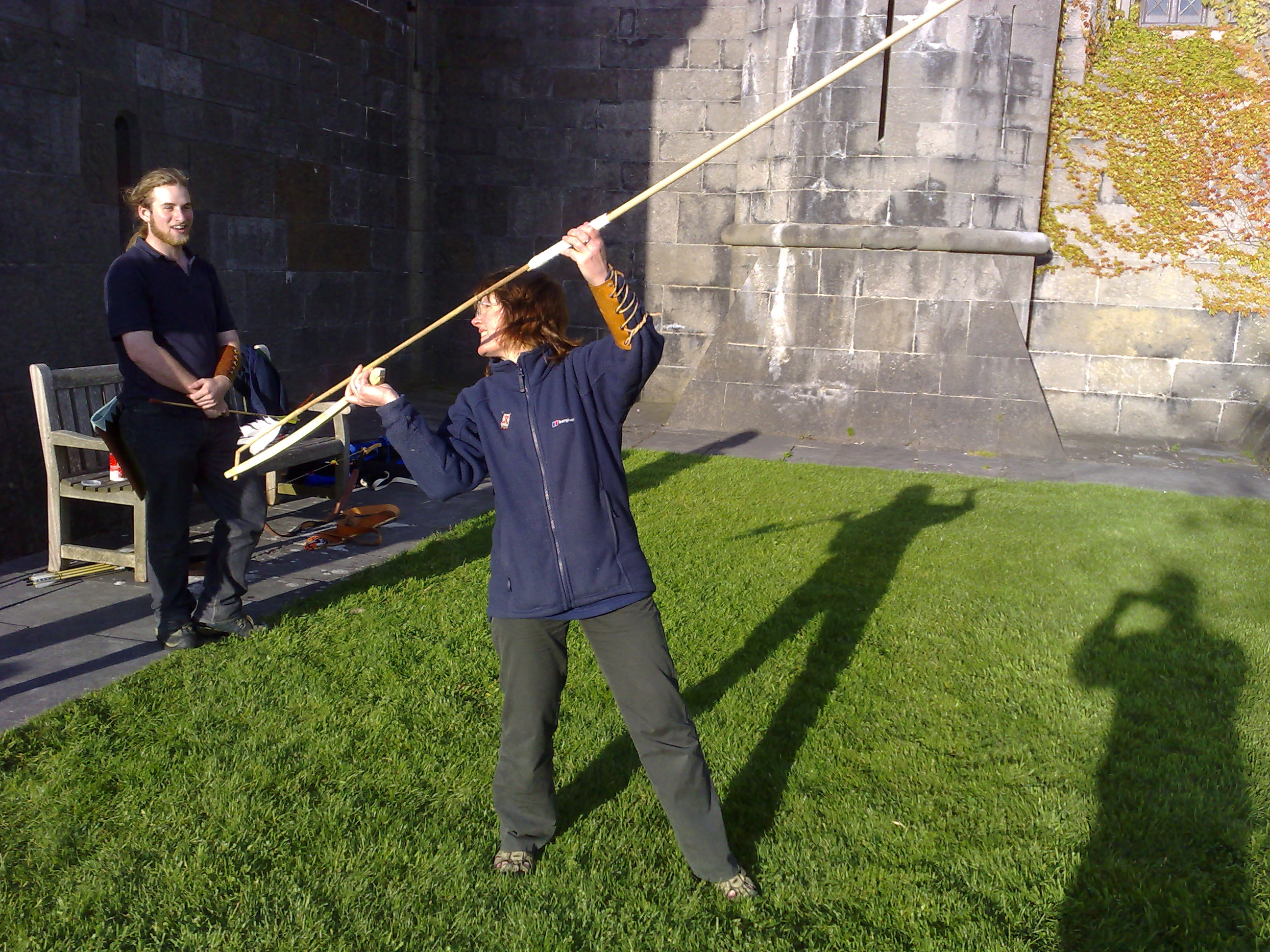
Lanzamiento de un dardo ayudado de un propulsor.

Un dardo es un arma arrojadiza, semejante a una lanza pequeña y delgada, que se tira con la mano y está diseñada para mantener un vuelo sostenido. Se distinguen de las jabalinas por poseer plumas en su cola a modo de estabilizadores y por tener un eje más fino y flexible, teniendo una longitud que no permite ser lanzado por un arco normal.

## Tipos de dardos
Se distinguen tres tipos: 
- Los más pequeños que las jabalinas, y que se diferencian de éstas por poseer plumas en su cola a modo de estabilizadores y por tener un eje más fino y flexible, y cuya longitud no le permite ser lanzado por un arco normal.
- Las lanzas pequeñas y delgadas cuya punta de hierro (las había totalmente metálicas) era angosta, y que se disparaban con el brazo; fueron empleadas desde la Edad del Bronce hasta el Medievo.
- Arma de la Edad de Piedra que consiste en una piedra bien afilada que puede penetrar hasta los órganos más vitales de las personas.

Actualmente el término dardo describe un tipo muy variado de proyectiles, desde pesadas lanzas a pequeñas agujas lanzadas desde cerbatanas, pasando por los arietes de las máquinas de asedio hasta los finos proyectiles de hierro del scorpio romano.